# Aulonocnemis opatrina
Aulonocnemis opatrina is een keversoort uit de familie bladsprietkevers (Scarabaeidae). De wetenschappelijke naam van de soort is voor het eerst geldig gepubliceerd in 1838 door Klug.